# 카림 하비브

카림 하비브(영어: Karim Antoine Habib, 1970년~)는 기아차의 디자인센터장으로, 과거 벤츠와 BMW의 디자인을 총괄하는 자동차 디자이너였다. 그는 아랍어, 영어, 프랑스어, 독일어, 이탈리아어 등 다양한 언어에 능통하다. 캐나다 맥길대학교와 아트 센터 칼리지 오브 디자인에서 수학했다.